# Eulimella digenes
Eulimella digenes is een slakkensoort uit de familie van de Pyramidellidae. De wetenschappelijke naam van de soort is voor het eerst geldig gepubliceerd in 1896 door Dautzenberg & Fischer.